# Launac
Launac ist eine französische Gemeinde mit 1.305 Einwohnern (Stand: 1. Januar 2022) im Département Haute-Garonne in der Region Okzitanien. Sie gehört zum Arrondissement Toulouse und zum Kanton Léguevin. Die Einwohner werden Launacais und Launacaises genannt.

## Geographie
Launac liegt etwa 26 Kilometer nordwestlich von Toulouse. Das Gemeindegebiet wird vom Flüsschen Saint-Pierre durchquert, das hier noch Ruisseau de Merdans genannt wird. Beim Weiler Galembrun, im äußersten Nordwesten, verläuft auf einer kurzen Strecke auch dessen Zufluss Marguestaud. Umgeben wird Launac von den Nachbargemeinden Le Burgaud und Saint-Cézert im Norden, Grenade im Nordosten, Larra im Osten und Südosten, Thil im Süden, Pelleport im Westen sowie Drudas im Westen und Nordwesten.

## Geschichte
Am 5. Dezember 1362 kam es hier zum Kampf zwischen Gaston III., dem Grafen von Foix und Jean I., dem Grafen von Armagnac, den Gaston III. für sich entscheiden konnte. Durch die Gefangennahme der meisten seiner Gegner, darunter auch des Barons von Launac, gelang es Gaston III., erhebliche Lösegeldsummen zu erreichen.

## Bevölkerungsentwicklung
| Jahr                       | 1962 | 1968 | 1975 | 1982 | 1990 | 1999 | 2006 | 2013 | 2020 |
| Einwohner                  | 554  | 516  | 516  | 626  | 740  | 963  | 1138 | 1355 | 1323 |
| Quellen: Cassini und INSEE |      |      |      |      |      |      |      |      |      |

## Sehenswürdigkeiten
- Kirche Saint-Étienne aus dem Jahre 1854
- Kirche Saint-Barthélemy in Galembrun aus dem 19. Jahrhundert
- Schloss Launac mit dem Nordost-Turm als ältesten Teil aus dem 13. Jahrhundert und Erweiterungen vom 15. bis zum 17. Jahrhundert, Abriss von Teilen während der Französischen Revolution, seit 1927 und 1991 jeweils in Teilen als Monument historique klassifiziert
- Markthalle Launac

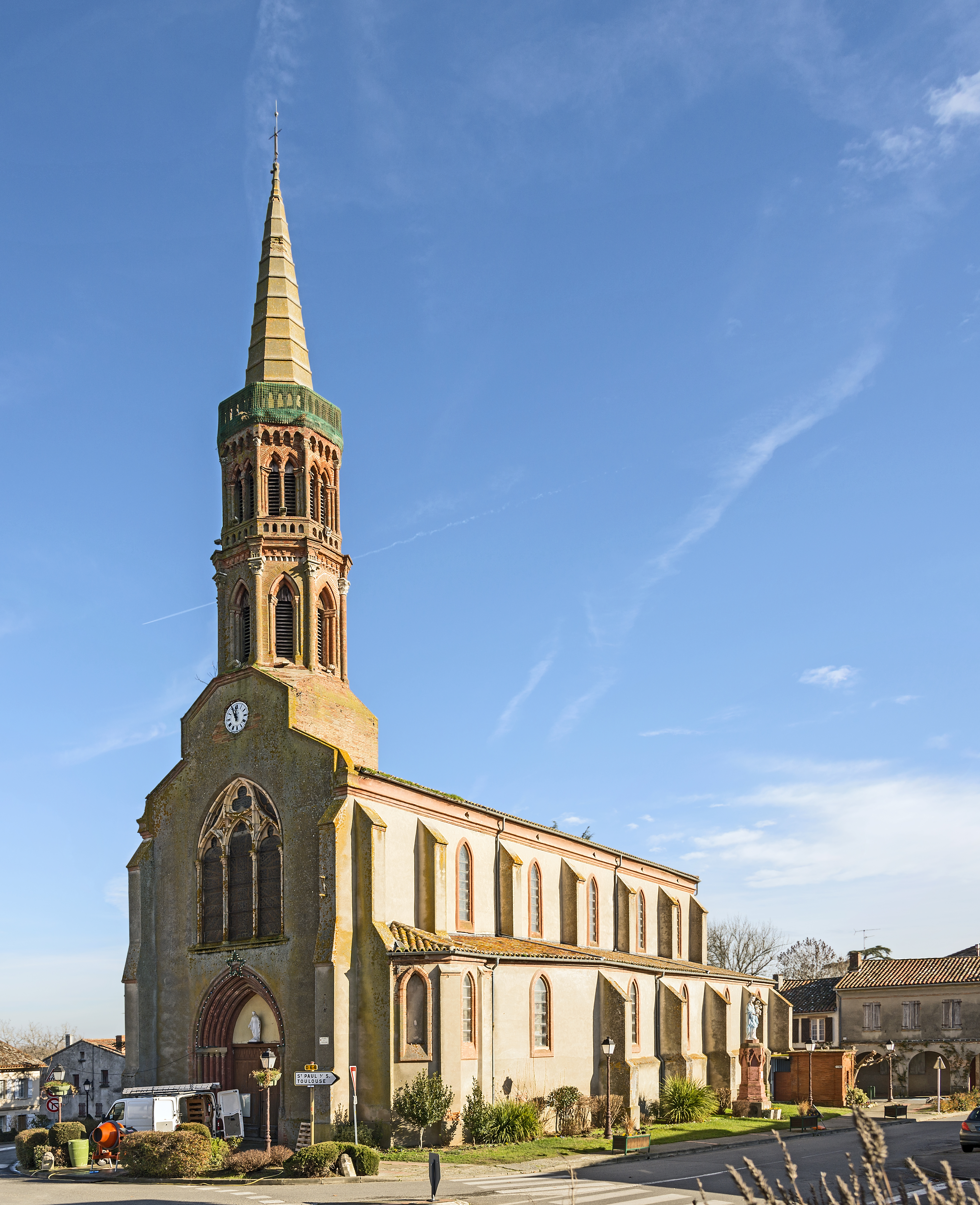
Kirche Saint-Étienne
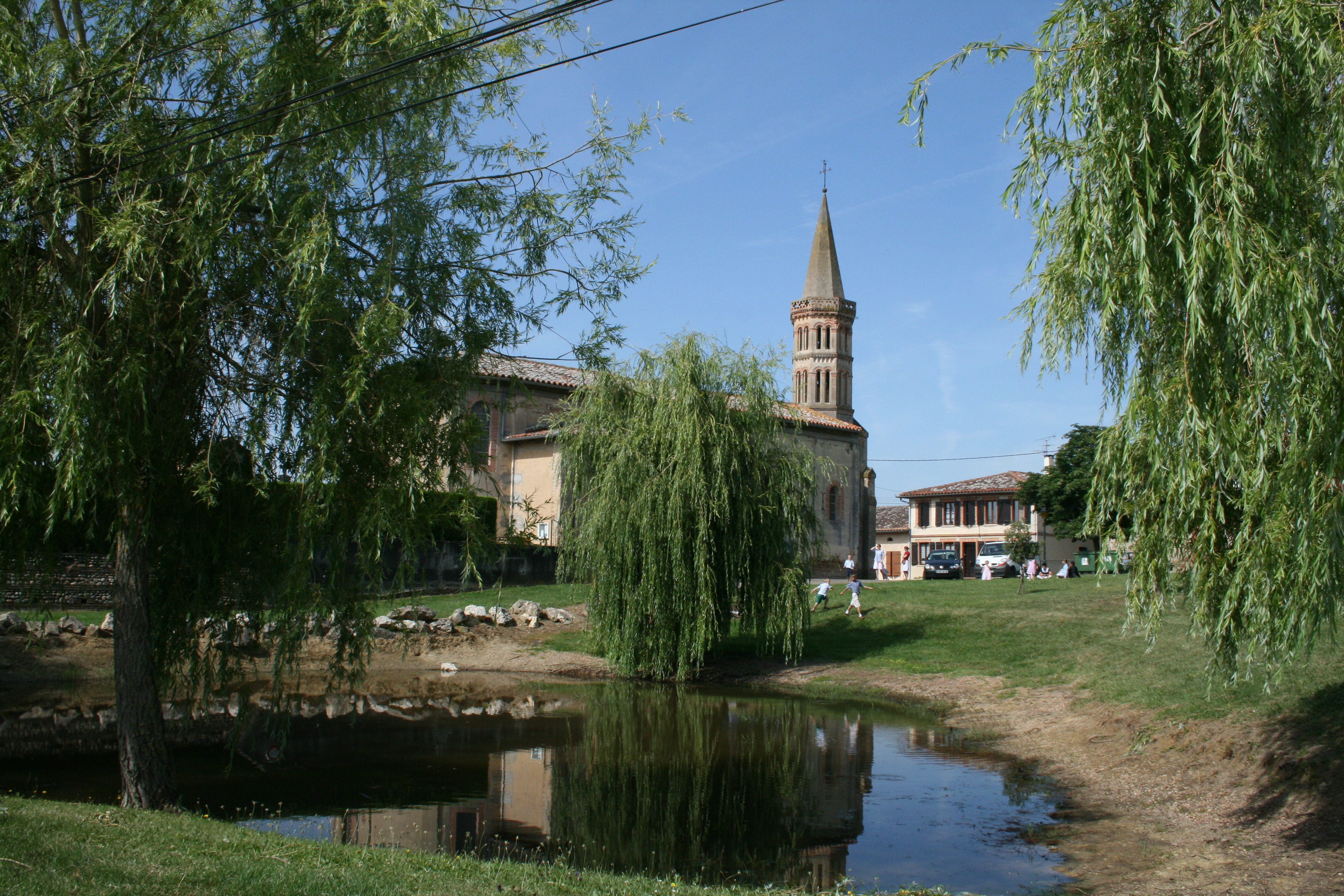
Blick auf den Weiler Galembrun mit Kirche Saint-Barthélemy
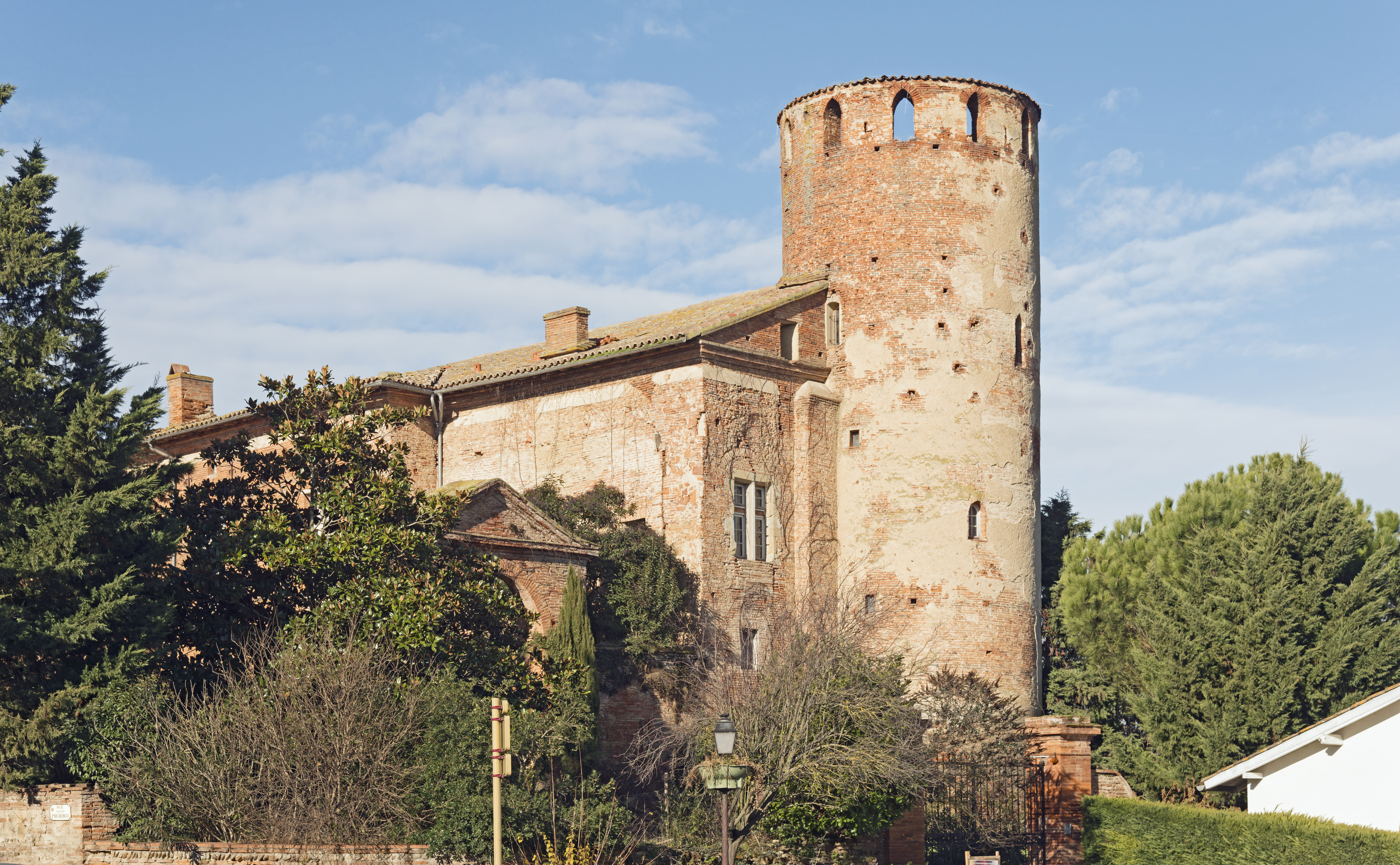
Burg Launac
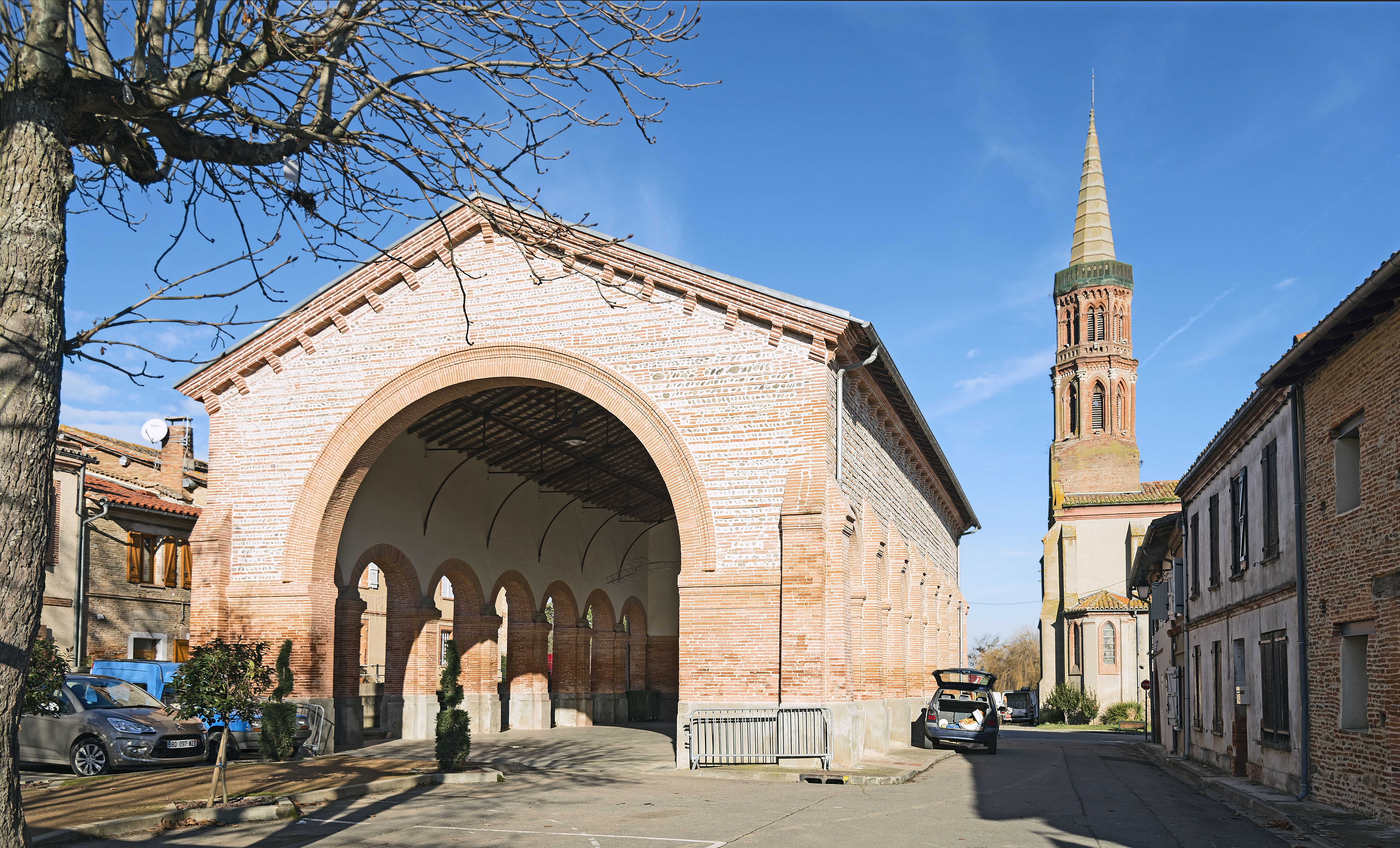
Markthalle

## Persönlichkeiten
- Gaston III. (1331–1391), Graf von Foix
- Jacques Gilard (1943–2008), französischer Lateinamerikanist, geboren in Launac